# صره (نابلس)
صره (به لاتین: Sarra) یک روستا در دولت فلسطین است که در استان نابلس واقع شده‌است. صره ۲٬۸۹۲ نفر جمعیت دارد.